# スター・ウォーズ (ピンボール)
『スター・ウォーズ』（STAR WARS）は、データイーストが1992年に開発、発売したピンボールゲーム。
『スター・ウォーズ・シリーズ』の旧3部作を基にしている。

## 特徴
台もスター・ウォーズを思わせる物が存在し、特記すべき点は、台の左端にあるR2-D2と右端にあるデス・スターの可動式役物である。また、上部には電光板があり、様々なアニメーションが表示される。
ボールの発射ボタンは上昇と降下の操作が出来る操縦幹（レバー）のような形となっており、特殊イベントで操作が可能となっている。
ボールがぶつかる際の効果音には劇中で使われているビームの発射音やライトセーバーの斬撃音などが流れる（スピーカーもデス・スターのペイントが施されている）。

## システム
スキルショット（SKILL SHOT）
ボールを発射する際に電光板でタイファイターを撃破するイベントが発生し、操縦幹で操作しボール発射の際に撃破出来ればボーナスが得られる。